# Macalé (artista plástico)
Jaime Domingos Cruz ou como é conhecido, Macalé (Orlândia, 1940), radicado em Ribeirão Preto desde os 7 anos de idade, é um dos maiores artistas plásticos de Ribeirão Preto e da região.

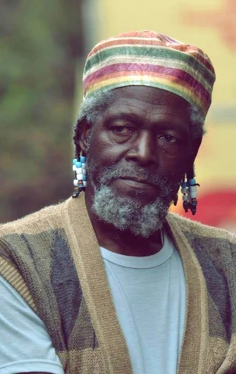
Artista Macalé

## História
Ribeirão Preto é onde fez toda sua vida e se sente pertencente e natural. A primeira casa que vieram morar era de aluguel e ficava no bairro da Lapa. Seu pai José trabalhava com máquina de beneficiamento de arroz, era um amante da dança, tinha sapato de dança, diversos ternos para ir aos bailes e sua mãe Angelina era dona de casa. O terceiro de cinco filhos, Macalé começou a trabalhar para ajudar a família logo aos 10 anos de idade em 1950 para vender os jornais da A Tribuna. Já fora engraxate, trabalhou com cana e café, já fora entregador de marmitas e até pedreiro e pintor de parede. No ambiente acadêmico, estudou até o quarto ano da escola.
Macalé teve em sua adolescência e começo de vida adulta competido no ciclismo de estrada, tendo vencido diversas corridas, além de uma Volta de Ribeirão Preto nos meados dos anos 60, o futuro artista recebeu em São Paulo convite para ser ciclista, mas com baixo patrocínio e com o salário mínimo da época não seria possível montar uma bicicleta de alta performance além das várias viagens, abandonando essa carreira. 
Em 1965 se casa com Dona Maria Benedicta (com quem está até os dias atuais). Caminhando para o ínicio dos anos 70, seu lado artístico ganha força quando por brincadeira e curiosidade começa a pintar com sua filha de cinco anos, utilizando tubos de tintas usadas da empresa em que o irmão trabalhava, e assim foi pegando gosto. Macalé tinha o habito de pendurar em casa tudo o que criava, até que certo dia, um colega entrou na sua casa, olhou as obras, perguntou de quem era e ao saber que eram do próprio Macalé, foi sugerido que ele vendesse na Praça XV de Novembro perto da fonte. Macalé assente a ideia, passa um fim de semana por lá para averiguar e decide acatar a proposta. Nos finais de semana seguinte, Macalé ia junto da sua esposa pegando ônibus e levando as obras debaixo do braço até chegar no centro e vendia as obras mesmo sem saber como precifica-las, até que um dia pagam um valor que na época valia quase que um mês de trabalho como pedreiro e cada vez mais surgiam ofertas como essa, passando a vir de taxi pro centro vender, melhorando as condições de vida e cada vez mais mergulhando nesse meio. 
Desde então no prolongamento dos anos 70, já com 5 filhos, a arte toma conta de sua vida! Juntamente de seu trabalho de produção de obras artísticas para exposições e vendas, Macalé começa a trabalhar com decoração de casas, colocando papel de parede e cortinas e se inclinando seu lado social pela reciclagem, adaptando e reciclando tudo que encontrava, desde madeira para molduras, juta e sacos de estopas para telas, pedaços de bambu e cerdas para os pincéis.

Durante sua carreira, fez diversos trabalhos e oficinas com crianças dentro de espaços culturais, no Museu Histórico de Ribeirão Preto, em praças e dentro de diversas escolas. Com mais de 50 anos de envolvimento com a arte, Macalé é autodidata tendo desenvolvido sua própria técnica. Além do mais o artista é educador, decorador, ilustrador e também restaurador.
Teve diversos reconhecimentos com temáticas para o lado social, étnico e ambiental com exposições em diversos locais no Brasil, como no Museu Casa de Portinari, e claro, em várias galerias e centros de arte de Ribeirão Preto como em um dos principais museus nacionais de Arte Contemporânea, o MARP. Inclusive teve obras vendidas para a Itália, Cuba , e Japão.

## Trajetória Artística
Macalé participou de diversas exposições desde o ínicio dos anos 70 e segue produzindo e expondo nos dias atuais do século XXI. O artista também conduziu diversos outros trabalhos como participante de comissões organizadoras de arte, elaboração e organização de oficinas de arte para crianças em centros culturais e museus de Ribeirão Preto, como também nos anos 80 participou compondo a direção artística do Grupo Teatral Travessias que visava fortalecer os movimentos de cultura negra, montando peças de teatro, fazendo músicas e exposições de artes plásticas sempre com o intuito de divulgar a cultura afro-brasileira contemporânea.
Abaixo segue parte de sua carreira:
1972 - Exposição na Cantina do Vicente - Ribeirão Preto - SP 
1972 - Exposição no Centro Universitário Barão de Mauá - Ribeirão Preto - SP
1973 - Exposição na Galeria de Artes da Praça "Ruy Barbosa" - Uberaba - MG
1990 - "A Noite é a luz para os que nela se inspiram", Exposição de Pinturas Afro - Brasileira na Eloarte Galeria - Ribeirão Preto - SP
1990 - Exposição "A Arte de Macalé", no Espaço Chafariz - Ribeirão Preto - SP
1991 - Exposição "A Arte de Macalé", na Faculdade de Filosofia da USP - Ribeirão Preto - SP
1995 - 1º Museu de Arte de Ribeirão Preto: "Afro-brasileira: 300 anos da morte de Zumbi dos Palmares" no Espaço de Exposição "Suzana E. Schimidt" nos Museus Municipais - Ribeirão Preto - SP
1995 - Exposição Afro-Brasileira, a "Zumbi 300 Anos" e a "Luta Continua" na sala de Reciclagem do Museu Histórico e de Ordem Geral "Pinto Travassos dos Santos" - Ribeirão Preto - SP
1997 - Exposição de Esculturas em Argila da CULTURA AFRO - BRASILEIRA no Museu do Café - Ribeirão Preto - SP
1998 - Exposição na Galeria VILAREJO -  Penápolis - SP
2000 - Exposição "MACALÉ" na sala "Família Schmidt" no Museu do Café - Ribeirão Preto - SP
2003 - Exposição na Casa da Cultura "Cyro Armando Catta Preta" - Orlândia - SP
2009 - Exposição no mês da Consciência Negra no Centro Cultural Palace - Ribeirão Preto - SP
2022 - Exposição Coletiva no Museu Casa de Portinari - Brodowski - SP
2022 - Exposição Coletiva MARP - Ribeirão Preto - SP
2023 - Exposição Coletiva no Centro de Arte Contemporâneo W - Ribeirão Preto - SP
2023 - Exposição Coletiva no Museu Casa de Portinari - Brodowski - SP
2024 - Exposição "Auto Retrato, Alvo Retrato: Processos Presentes" em colaboração com a artista  Maria Helena Ramos no Museu da Cidade - Sertãozinho - SP

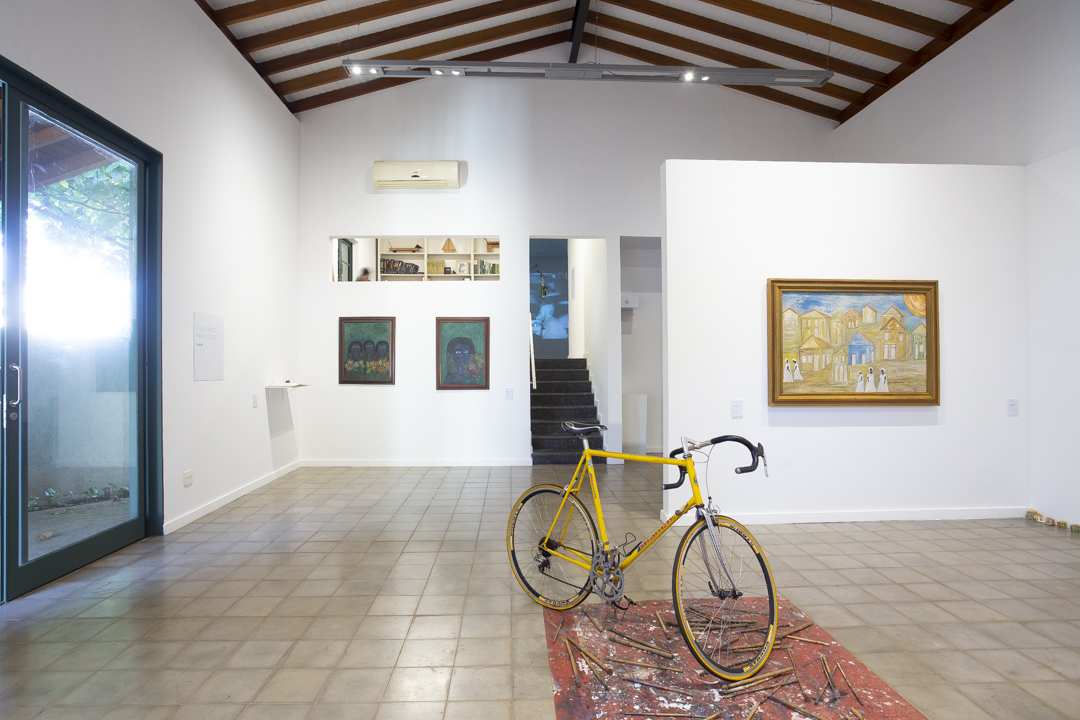
Exposição do artista Macalé

## Ligações Externas
- Trajetória Macalé

1. ↑  «História do Artista Macalé». Consultado em 20 de maio de 2024
2. ↑  «Trajetória de Macalé». Consultado em 20 de maio de 2024